# サンゴ
サンゴ（珊瑚）は、刺胞動物門に属する動物のうち、固い骨格を発達させるものである。宝石になるものや、サンゴ礁を形成するものなどがある。

## 生態・形態
サンゴはポリプと呼ばれる構造をもつ。このポリプが単体で生活するものを「単体サンゴ」と呼び、有性生殖によって生じた一つのポリプが分裂や出芽を繰り返して生じたクローンが分離することなく集まって生活するものを「群体サンゴ」と呼ぶ。
サンゴの中には体内に褐虫藻という藻類を共生させているものがいる。そのようなものは造礁性サンゴと呼ばれる。造礁性サンゴは褐虫藻が体内にすんでおり、光合成産物を供給されるため比較的成長が早く、サンゴ礁を形成する。造礁性サンゴは光合成により多くのエネルギーを得ているため、光量の多い浅海域に生息する。
褐虫藻と共生を行わないものは非造礁性サンゴと呼ばれる。光合成によるエネルギーに依存しないため、非造礁性サンゴには深海に生息するものもいる。

## 分類

### 八放サンゴ

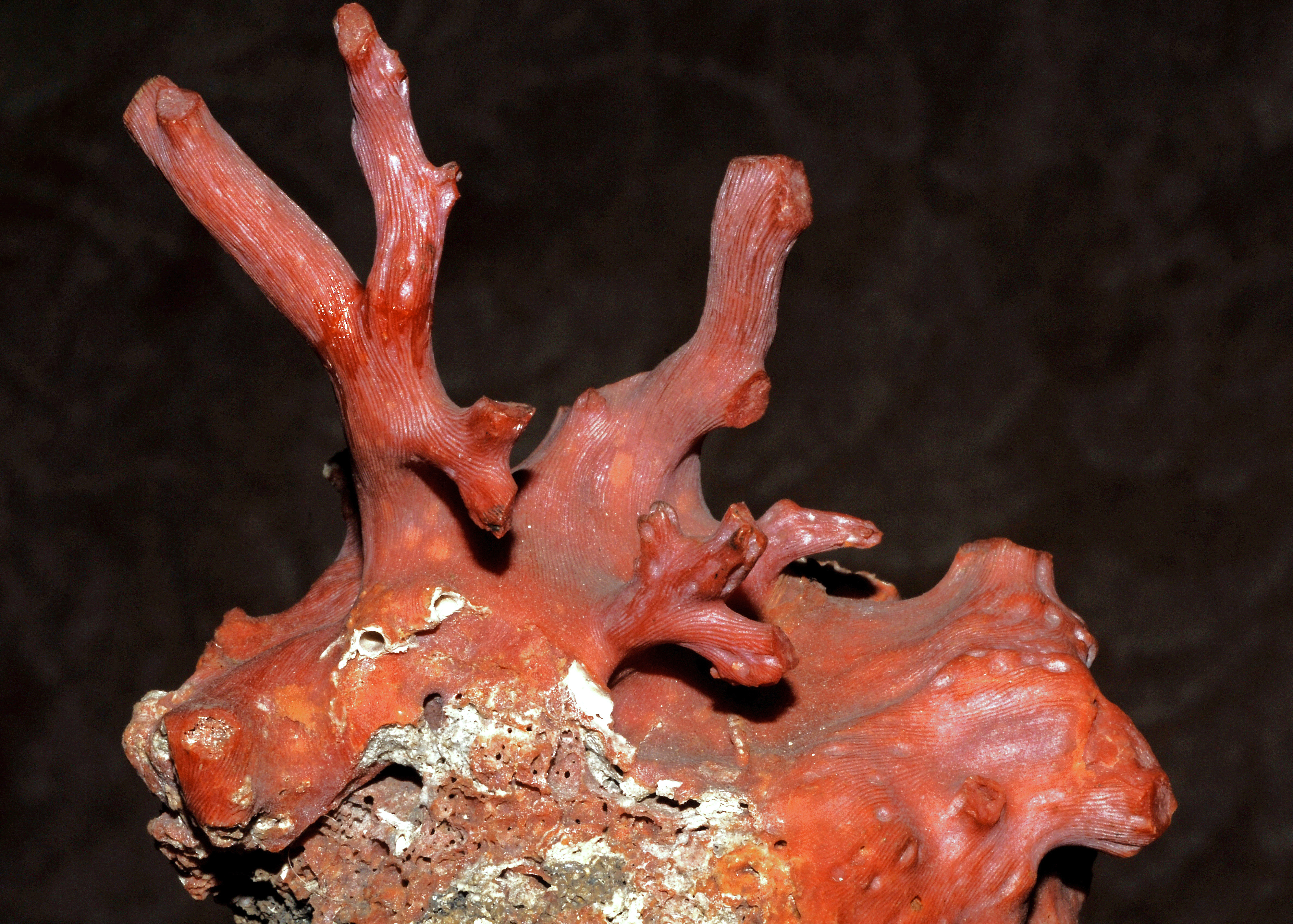
ベニサンゴ

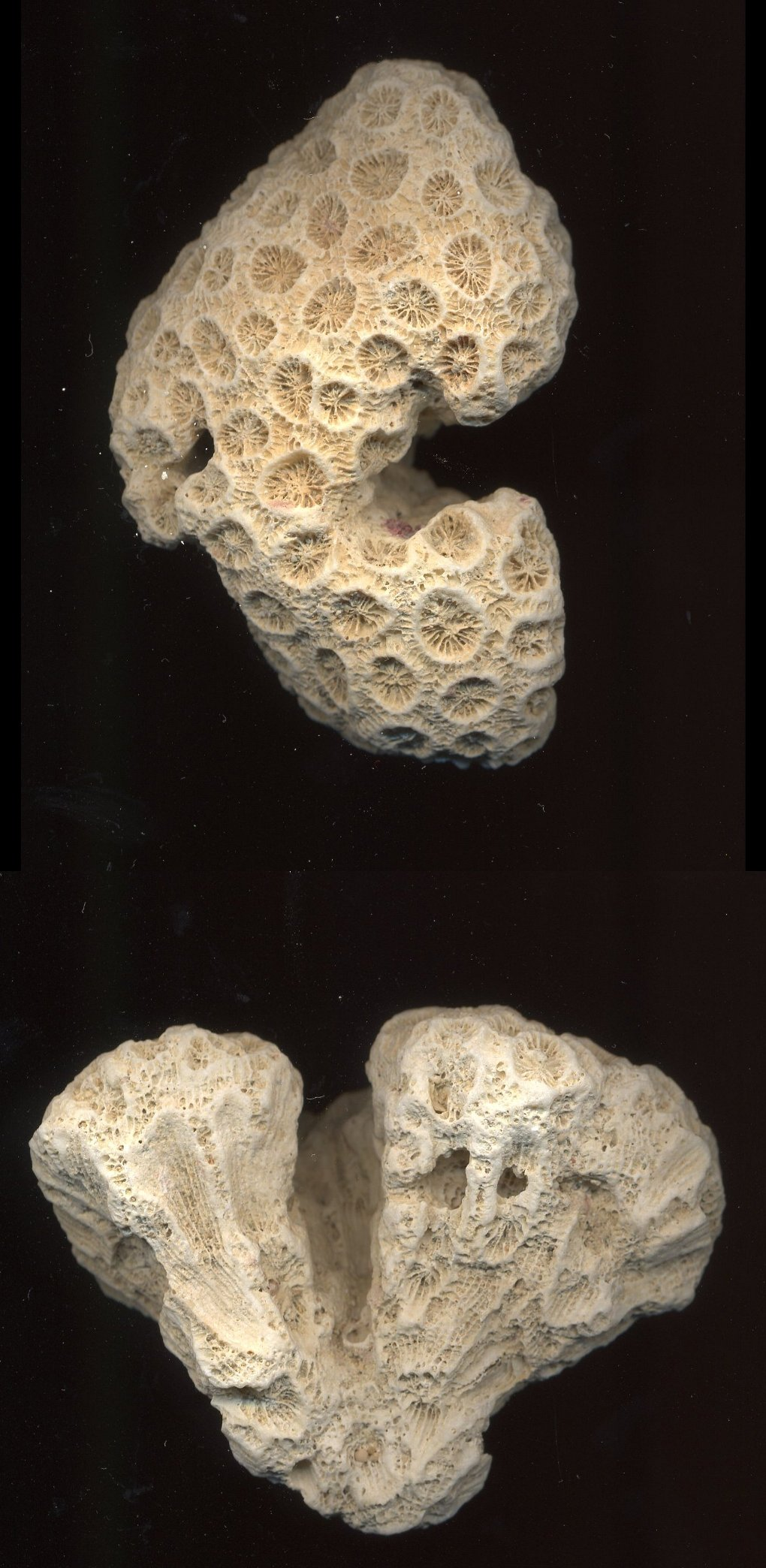
サンゴの骨格

元来、珊瑚と呼ばれたのは宝石として使われるサンゴである。深海に生息し、樹枝状の群体を作る。骨格は石灰質で、緻密で固い骨格を作る。花虫綱八方サンゴ亜綱ヤギ目サンゴ科に属し、アカサンゴ、シロサンゴ、モモイロサンゴなどがある。専用の網で漁獲されるが、乱獲による産減が激しいという。
主な宝石サンゴの分類学的な位置づけは以下のとおり。
- 花虫綱　Anthozoa 
  - ウミトサカ亜綱　Alcyonaria （八放サンゴ亜綱　Octocorallia） 
    - ヤギ目 （海楊目） Gorgonacea
      - サンゴ亜目 (骨軸亜目，石軸亜目)　Scleraxonia
        - サンゴ科　Coralliidae
          - Paracorallium属
            - アカサンゴ Paracorallium japonicum

          - Corallium属
            - ベニサンゴ Corallium rubrum - 地中海
            - モモイロサンゴ Corallium elatius - 太平洋
            - ボケサンゴ Corallium elatius - 英語名 Angel's Skin モモイロサンゴと同種であるが、宝石としては別扱い。
            - シロサンゴ Corallium konojoi - 浅い海
            - イボモモイロサンゴ Corallium uchidai - 高知県で採取の希少種
            - ゴトウモモイロサンゴ Corallium gotoense - 長崎県五島列島

### イシサンゴ

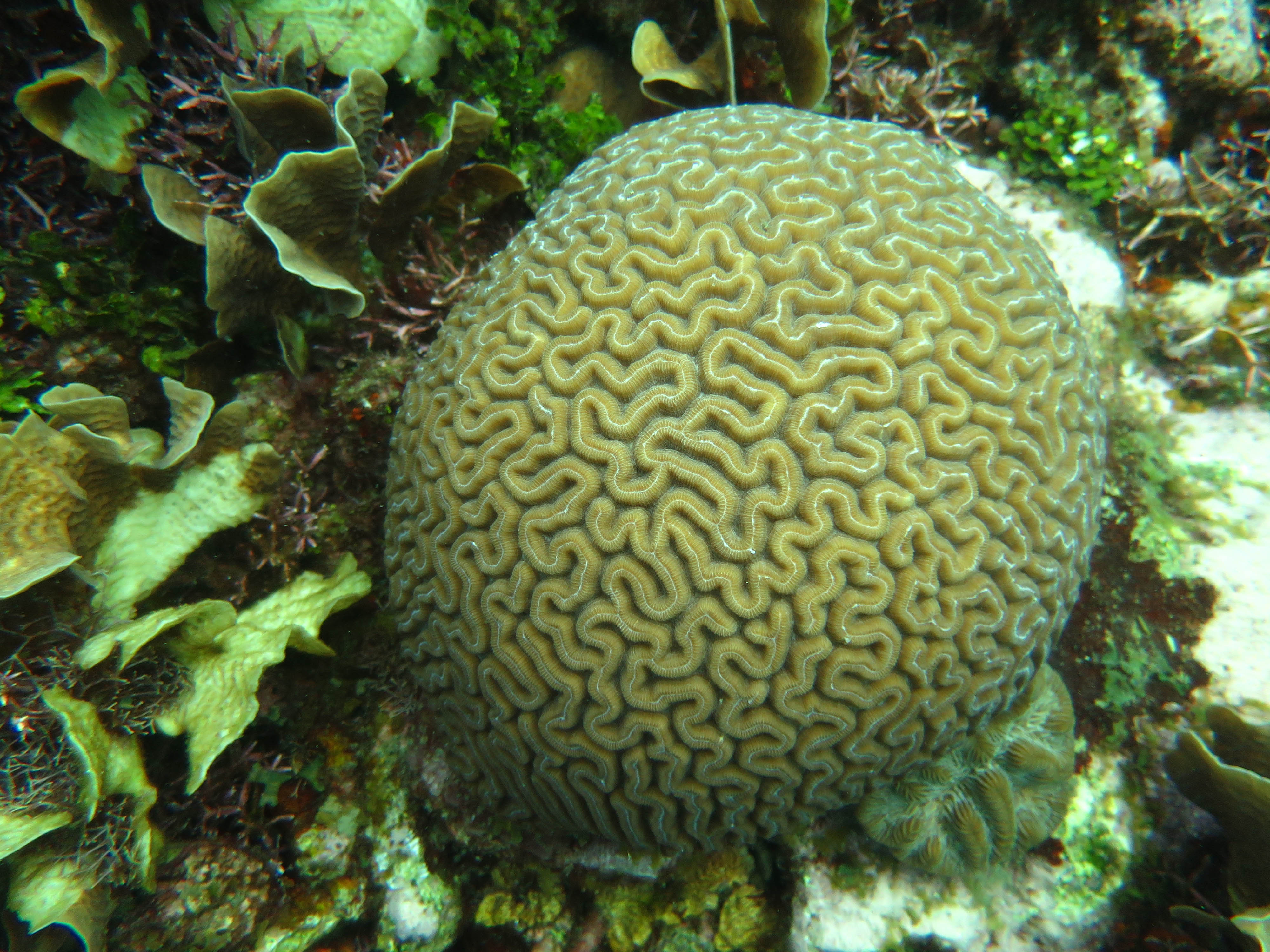
イシサンゴ目 キクメイシ科の通称「脳サンゴ」

六放亜綱イシサンゴ目のものは、イソギンチャクに似たポリプの構造であるが、隔膜の間に石灰質の骨格を発達させる。群体のものが多いが、単体のものもある。造礁サンゴの大部分がこれに含まれるが、共生藻を持たない非造礁サンゴの種もある。

### ヒドロサンゴ
サンゴモドキ、あるいは偽珊瑚とも。サンゴモドキ目とアナサンゴモドキ目に分ける場合が多い。いずれもヒドロ虫であるが石灰質の骨格を発達させる。特にアナサンゴモドキ類には大きな骨格をつくり造礁サンゴと見なされるものがある。

### 軟質サンゴ
大きな群体を作り、骨格を作るものの、細かな骨格がバラバラに入っているような、柔らかな群体を作るものを軟質サンゴ、または英語そのままにソフトコーラルと呼ぶ。
軟質サンゴには、3つのグループがある。
- ヤギ目のものは、骨質の骨格を持ち、枝状の群体を作り、ヤギ類と呼ばれる。比較的深いところに産し、赤や黄など、鮮やかな色をしているものが多い。取り上げて乾燥させると、簡単にその表面が崩れてしまう。
- ウミトサカ目は、細かな石灰質の骨片を持つものは、塊状の群体を造る。ウミトサカ、トゲトサカ、ウミキノコなどがある。柄があって、その先にひだ状や、やや樹状の部分があり、ここに個虫が並ぶ。サンゴ礁の海域にも多数生息している。
- ウミエラ目のものは、砂や泥の海底に足を差し込んで、海底から立ち上がり、多数のポリプを並べる。

## 進化
サンゴはカンブリア紀(約5億4200万年前)に出現したが、この時代のサンゴ化石は非常に稀である。オルドビス紀になると床板サンゴや四射サンゴが出現し、分布を広げた。古生代の時点で、既に藻類と共生するものがいたようだ。床板サンゴはシルル紀中期から衰退を始め、ペルム紀末に絶滅した。四射サンゴはシルル紀中期まで繁栄し、三畳紀初頭に絶滅した。六射サンゴはオルドビス紀から存在が確認されており、四射サンゴや床板サンゴの絶滅後、そのニッチを埋める形で繁栄した。
床板サンゴや四射サンゴの骨格はカルサイトで構成されている。これに対し、六射サンゴの骨格はアラゴナイトで構成されている。それ故、六射サンゴの方が新しい時代に生きていたにもかかわらず、化石記録は床板サンゴや四射サンゴの方が豊富である。

## 飼育

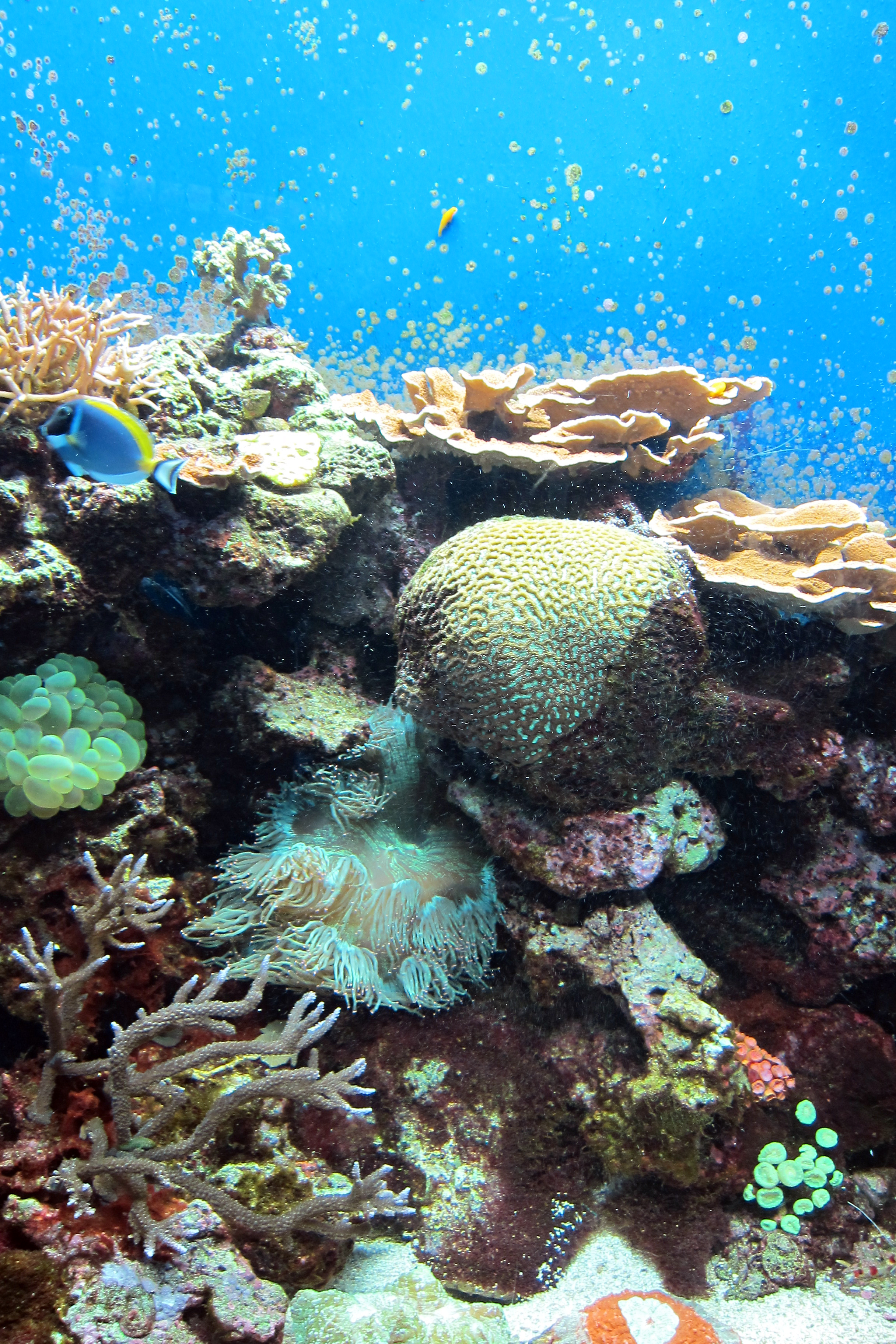
人工海水を用いたアクアリウムで飼育されているサンゴ（京都水族館）

観賞用・研究用などの目的で、サンゴを飼育しているケースがある。
清浄な海を再現するために、人工海水や濾過装置を用いたアクアリウムで飼育される。高温を嫌う動物のため、夏場に水温を下げるクーラーを設置する場合も多い。共生する褐虫藻の光合成が飼育上重要であるため、メタルハライドランプなどの強力な光源を使用することも多い。設備さえ揃えれば、一般家庭での飼育も可能であり、アマチュアのマリンアクアリストでも、サンゴを飼育している人がいる。

### リーフ・アクアリウム
サンゴをメインとした水槽を「リーフアクアリウム」と呼ぶ。サンゴだけではなく、サンゴ礁に住む水生生物も一緒に飼育される場合が多い。サンゴを含むサンゴ礁の生物は、清浄な海水を好むものが多いため、飼育設備には「ベルリン式アクアリウム」「モナコ式アクアリウム」など、濾過能力が高い特殊な設備が用いられる場合が多い。これらのシステムは、「ライブロック」と呼ばれるサンゴ礁から採集された石や、サンゴ砂、濾過材などを大量に使用し、自然界の浄化システムを再現した循環システムである。これらのシステムが用いられた水槽は、長期間（数ヶ月から1年以上）の間、水換えが不要なものも存在する。

### 飼育されるサンゴ
ミドリイシ、アワサンゴ、ディスクコーラル、ヒユサンゴ、ナガレハナサンゴなどが飼育されている。

### 飼育用に海洋資源を採集することの問題点
飼育するためにサンゴを採集すること、特に、一般愛好家のためのペットとしてサンゴを採集することには、環境保護・生物種保護の観点から批判されることがある。沖縄県漁業調整規則では、沖縄海域における造礁サンゴ類の採捕を禁止しているが、沖縄海域固有のサンゴ類が外国産などとして国内の観賞魚店などで販売されていた例がある。同規則では、規則に反して採捕されたサンゴ類の所持・販売も禁止している。

## 移植・植付け
環境保護活動や環境教育イベントとして、サンゴの移植が行われることが多いが、日本サンゴ礁学会では2004年11月に「造礁サンゴの移植に関してのガイドライン」を発表し、「日本サンゴ礁学会としては、手放しで移植事業を奨励することはできない」とした上で、以下の留意すべき点を挙げている。
- サンゴ礁生態系の遺伝的撹乱に注意すること
- サンゴの密漁や違法流通を助長させないこと
- 移植用サンゴの採補にあたって親群体（ドナー）への影響を極力避けること
- 移植用サンゴは関係法令に基づいて採集されたものであること
- 移植技術の向上を図り、移植前後の調査と移植後の管理を行うこと
- 科学的裏づけのない単なる集客目的のイベントにしないこと

沖縄県では2009年3月に行政や研究者以外を対象に、サンゴ礁保全の基本的理念、サンゴ移植の基本的理論・実践方法をまとめた「沖縄県サンゴ移植マニュアル」を公表している。また、環境省が2010年4月に策定した「サンゴ礁生態系保全行動計画」では、サンゴの移植について、場所・種・遺伝的系統を適切に考慮しなければ効果が期待できないこと、種レベル又は遺伝子レベルの攪乱を生じる危険性があること、移植方法によってはサンゴを損傷する恐れがあること等が指摘され、取り組みの方向性として、移植については技術的な手引き書や優良事例の普及が重要であること、有性生殖によるサンゴの人工増殖等の他の手段の検討や促進が重要であることが挙げられている。
2010年には養殖したサンゴの移植を題材とした映画「てぃだかんかん〜海とサンゴと小さな奇跡〜」が公開されている。

## 宝石としてのサンゴ

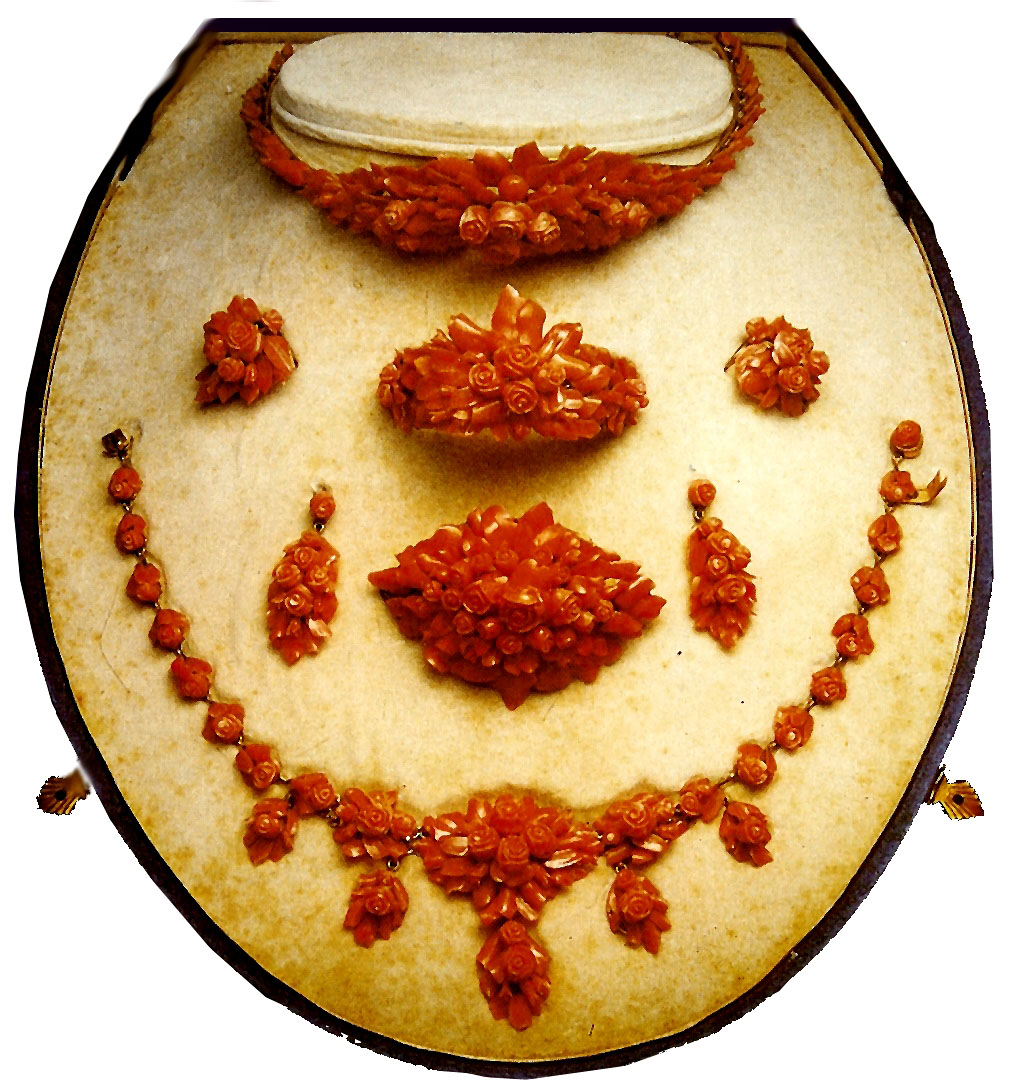
エジプトのファリダ王妃のベニサンゴ製パリュール

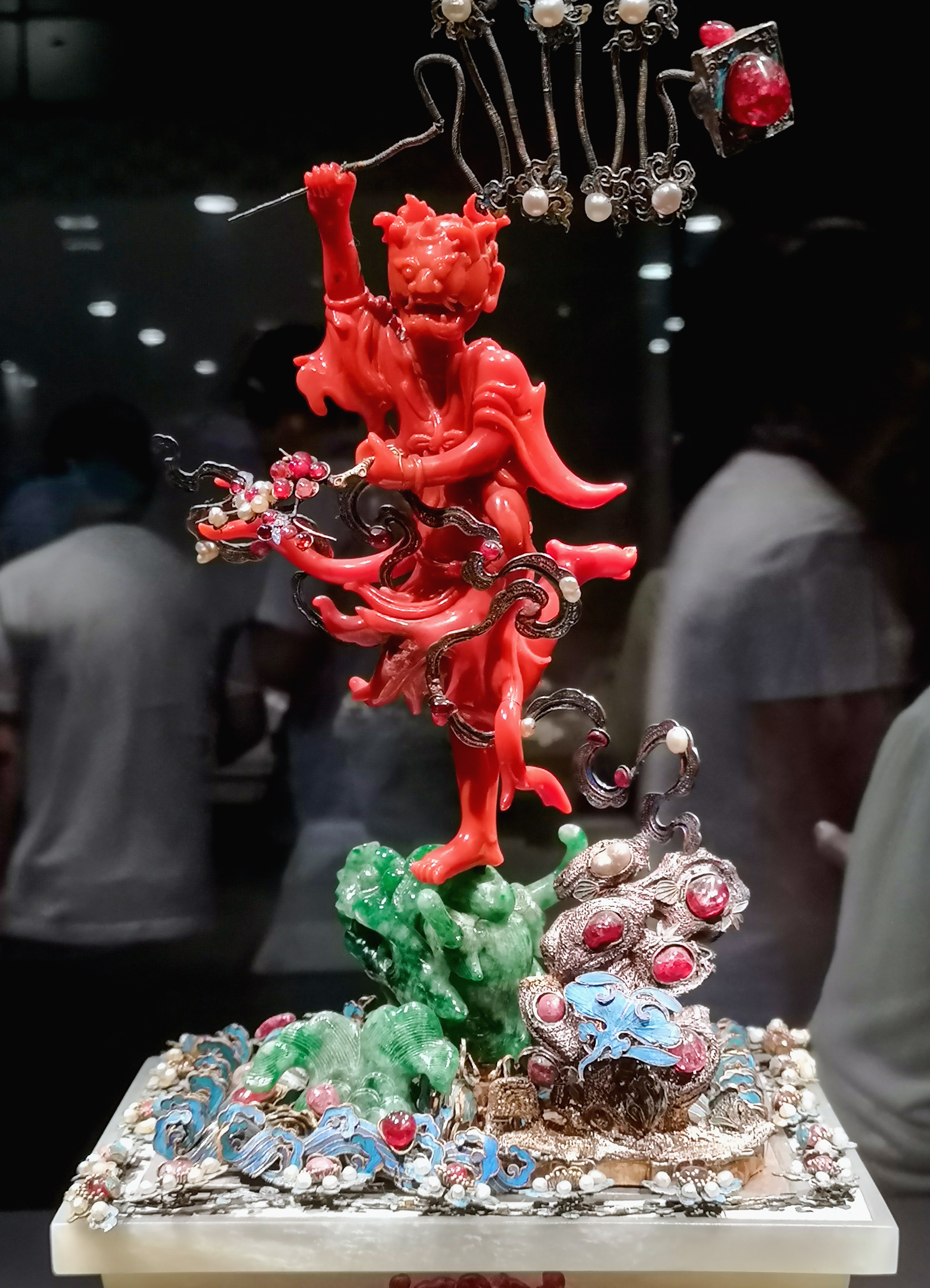
中華民国の国立故宮博物院に収蔵されている、清代後期に製作された珊瑚魁星点斗独占鰲頭盆景 翠玉の鰲魚に珊瑚の魁斗星君が乗っている

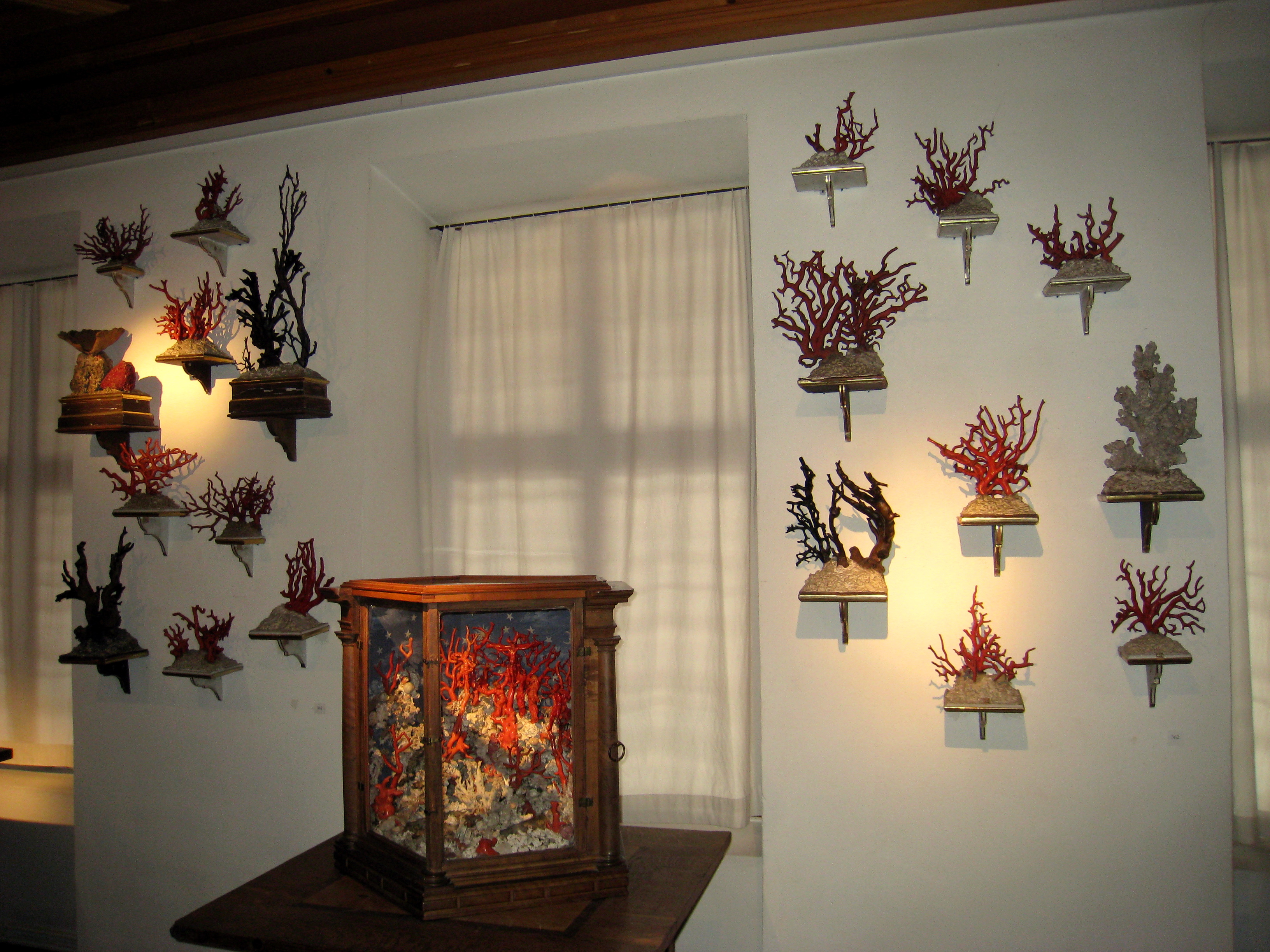
世界初の博物館ともされるアンブラス城でのサンゴの展示

サンゴが海底に作り、死後に残った石灰質の骨軸は、樹枝状、テーブル状、塊状など形状がさまざまで、美しいものは装飾品に加工される。
折れて海岸に漂着したり、海底から採取されたりした一部のサンゴ（宝石サンゴ）は見た目の美しさにより、古代から世界各地で宝飾品として使用・取引されてきた。日本の宝石協会ではサンゴを3月の誕生石としている。結婚35周年を珊瑚婚式ともいう。仏教における七宝の一つ。
サンゴは生息海域が限られ、成長が遅いにもかかわらず現代において宝飾品需要が高まっているため、資源保護が課題となっている。古くから珊瑚が珍重され、密輸や乱獲が大きな問題となっている中国の申し入れにより、Paracorallium japonicum （アカサンゴ）、Corallium elatius （モモイロサンゴ）、Corallium konjoi （シロサンゴ）、Corallium secundum （ミッドサンゴ）の4種が「絶滅のおそれのある野生動植物の種の国際取引に関する条約（ワシントン条約）」附属書Ⅲ類に掲載された。2008年7月1日より国際輸出の際は、輸出国管理当局が発行する輸出許可書、または原産地証明書等が必要とされている。取引規制の機運はさらに高まっており、2016年のワシントン条約第17回締約国会議（COP17）でサンゴの資源量や貿易状況を議論する場を設ける提案が採択された。2017年の付属委員会で、各国がサンゴの資源管理や流通について2018年夏に報告することが決まった。
日本では東京都、高知県、沖縄県などで各都県の許可を受けた漁船により年間5t程度のサンゴが採取されている。加工前の宝石サンゴの価格（2017年時点）は1kg 100万円以上と2011年比で5割以上高くなっており、出漁船が増える傾向にある。乱獲防止のため採取方法の規制や禁漁期間が設定されているものの、内容は各都県にゆだねられており、日本政府としての統一した規制はない。
西洋でも宝石サンゴには長い歴史と様々な関連文化がある。ギリシア神話によると、英雄ペルセウスが怪物メドゥーサの首を掻き切った時、溢れた血からペガサスが、地中海に滴り落ちた血の雫から珊瑚が生まれたとされている。ローマ時代から護符として愛用された。
12世紀のカスティリヤ王アルフォンソ10世がまとめた『宝石誌』には、「珊瑚は金星と月に結びついた宝石」と書かれている。イタリアの農婦の間の俗信では「持ち主の女性の月経の間は珊瑚の色が褪せる」と考えられていた。伝統的に金星は肉体的な愛を司るヴェヌス、月は妊娠をつかさどるダイアナに結びつく惑星とされている。イタリアでは古くから地中海の珊瑚C. rubrum（ベニサンゴ）を使った工芸が発達し、海にちなむことから船乗りや血のような赤い色から妊婦の厄除けとして珍重されてきた歴史がある。
赤い珊瑚で角を象った「コルノ」という護符は厄除けとして現在でもよく好まれる。中世の夢判断においては夢に珊瑚が現れると病から回復する予兆であるとされた。
一方で、珊瑚の色が褪せることは持ち主の健康が脅かされている予兆だと恐れられていた。1584年にイワン雷帝に謁見したサー・ジェローム・ホーシーは、皇帝が美しい珊瑚をホーシーの手に取らせて間違いなく美しい色合いをしていると確認させた後、自分の手に乗せた珊瑚が「棺衣の色」に白く褪せて自分の死を予知している。と言ったと記録している。三年前に癇癪から妊娠中の皇太子妃を蹴り殺し、妻を助けようとした皇太子を撲殺、皇太子妃の身ごもっていた初孫をも殺害しており失意の底にあった皇帝は、ホーシーが謁見して間もない1584年の3月18日に自らの言葉通り発作を起こして死んだ。
日本では奈良時代以来、シルクロードを渡ってきた地中海産珊瑚を珍重していた。産地イタリアでは地中海珊瑚は乱獲が原因により絶滅に近い状態に陥り、代替品が求められていた。
19世紀、土佐沖でシロサンゴが発見されるや否や、インドに駐留していたイタリア商人が中国商人を通じて買い付けイタリアに送った。次いで土佐沖でアカサンゴ、モモイロサンゴが発見されるにいたり、日本が開国を決めるとイタリアの珊瑚商人が自ら買い付けに土佐に乗り込んだ。イタリアの人々は久方ぶりに輝くような赤や桃色の珊瑚を手に取れるようになった。
日本産珊瑚のうち、日本、中国、台湾で最も人気があるのはアカサンゴで、そのうちでも深みのある赤を市場では血赤珊瑚（アメリカでは「オックスブラッド」ヨーロッパでは「トサ」などの名称で呼ばれることがある）と呼んで最高ランクとされ、台湾や中国の富裕層に人気が高く2国の発展に伴い値段の高騰が激しい。この人気のため日本の海域でアカサンゴが大規模に密漁されている（中国漁船サンゴ密漁問題）。
モモイロサンゴは桃色の名を冠するものの朱色から桜色まで色調が広くアカサンゴより大型のものが多いので広く使われる。ヨーロッパではアカサンゴより本種が人気。本種も含め透明感のある淡いピンク色のものは市場では天使の肌という意味の「エンジェルスキン」とロマンチックな名で呼ばれるが、日本の流通業界では「ボケ」と呼ばれている。一般的に植物のボケの花の色に由来するといわれるが、商売上手のイタリア人が日本人や中国人の仲買人を騙すために「色がぼけていて安価でしか買いとれない」と嘘をついて安く仕入れて大もうけしたという俗説もあり、正確な語源はいまだに不明である。

## その他の利用
- 基本的な主成分が炭酸カルシウムである風化サンゴ粒は、浄水剤や天然カルシウムの食品添加物として1980年代から使われている。また、人工骨の素材としても利用されている。
- 風化サンゴ粒をセラミック化し、摩擦力、圧力、超音波振動エネルギーなどを与えると、マイナスイオン空気を発生させることができる、などと謳った商品がいくつか発売されている。

## サンゴに由来する命名
- うるまの島 - 朝鮮半島の属島鬱陵島の古称。後に沖縄県の雅称となった。「うるま」は「宇流麻」とも書き、20世紀になってウチナーグチ（沖縄方言）で「サンゴ（ウル）の島（マ）」を意味するという誤伝が広まった。
- うるま市 - 2005年4月1日、沖縄県具志川市、石川市、中頭郡勝連町・与那城町の2市2町が合併して誕生した。新市名は上記の「うるま」に由来する。
- 波照間島 - 19世紀後半から「果てのうるま」を意味するとされる誤伝が広まった。